# XXXIX Corpo Panzer (Alemanha)
O XXXIX Corpo Panzer foi formado a partir do XXXIX Corpo de Exército em Julho de 1942. Lutou em Cholm e no recuo para Smolensk. Sofreu pesadas baixas no cerco à Minsk e mais tarde recuou para Kurland e em seguida para o Leste da Prússia. Lutou em Ardennes e encerrou a guerra em Elbe.

## Comandantes
| Comandante                                     | Data                                      |
| ---------------------------------------------- | ----------------------------------------- |
| Generaloberst Hans-Jürgen von Arnim            | (9 Julho 1942 - 30 Novembro 1942)         |
| General der Artillerie Robert Martinek         | (1 Dezembro 1942 - 13 Novembro 1943)      |
| General der Infanterie Carl Püchler            | (13 Novembro 1943 - 18 Abril 1944)        |
| General der Artillerie Robert Martinek         | (18 Abril 1944 - 28 Junho 1944) (KIA) (1) |
| Generalleutnant Otto Schünemann                | (28 Junho 1944 - 29 Junho 1944)           |
| General der Panzertruppen Dietrich von Saucken | (29 Junho 1944 - 15 Outubro 1944)         |
| General der Panzertruppen Karl Decker          | (15 Outubro 1944 - 21 Abril 1945)         |
| Generalleutnant Karl Arndt                     | (21 Abril 1945 - 8 Maio 1945)             |

Notas:
1. Robert Martinek foi morto em 28 de Junho de 1944 por uma bomba lançada de um avião soviético.

## Área de Operações
- Frente Oriental, Setor Central  (Julho 1942 - Novembro 1944)[3]
- Kurland & Leste da Prússia   (Novembro 1944 - Janeiro 1945)
- Frente Ocidental, Ardennes & Alemanha   (Janeiro 1945 - Maio 1945)

## Ordem de Batalha
- Arko 140[3]
- Korps-Nachrichten Abteilung 439
- Korps-Nachschub Truppen 439
- Ost-Batailon 439